# Marianne Sällström
Marianne Sällström, född 28 januari 1954 i Stockholm, är en svensk författare. Hon var en av pristagarna i tidskriften BLM:s kortromantävling 1982. Hon har givit ut fyra romaner och en novellsamling. Hon har studerat sociologi, svenska, pedagogik samt film- och litteraturvetenskap. Vid sidan av sitt författarskap har hon arbetat med att utbilda vårdpersonal inom omsorgen, och har en lång yrkeserfarenhet av att arbeta med personer med intellektuell funktionsnedsättning. Hon har även arbetat som lärare på Skrivarakademins skrivarlinje.

## Författarskap
Sällström debuterade 1983 med kortromanen Bara en vanlig glasbit. I berättelsen skildrar hon en barndom som gått förlorad. Barnets iakttagelse av de vuxnas gåtfulla värld blir en språngbräda in i vuxenlivet. 
I sin första längre roman Dubbeltrasten lyfter Sällström fram kärleken som huvudtema. Läsaren får följa berättarjaget Ingrid, som försöker förstå sin väninnas tragiska död genom att läsa hennes dagbok. Romanen rör sig främst på ett inre plan och väcker tankar om livets stora frågor. 
Kärlek, skuld och försoning är teman i romanen Missa Brevis. Den handlar om en kvinna som nyligen har förlorat sin mamma. I sin sorg tar hon kontakt med en präst, som visar sig vara en konservativ lutheran och motståndare till kvinnliga präster. Boken väckte starka reaktioner – vissa kritiker kallade den ett litterärt mästerverk, medan andra såg den som en religiös pamflett.
Den osynliga väggen är en novellsamling och består av femton berättelser. De utgår från vardagliga situationer i vanliga människors liv, men flera av dem står lite vid sidan av samhället och längtar efter värme och gemenskap, ofta utan att lyckas nå dit. 
Romanen Rucklet är en kollektivroman som utspelar sig i ett förfallet hus på Södermalm i Stockholm. Här möter läsaren en grupp originella människor, bland annat Hanna – en ung kvinna som söker mening med livet – och hennes partner Lennarts, som påverkats negativt av olika psykoterapier.
I romanen Allt vi har beskriver Sällström hur ödet griper in och styr. Man får följa Agnes och Leopold, två adoptivsyskon som återförenas efter trettio år. 
Teman som skuld, försoning och kärlekens gåtfulla kraft går igen i Sällströms författarskap. Hon skildrar livet både som ett personligt drama och som en del av något större och mer svårförklarligt.